# Dominik Groß

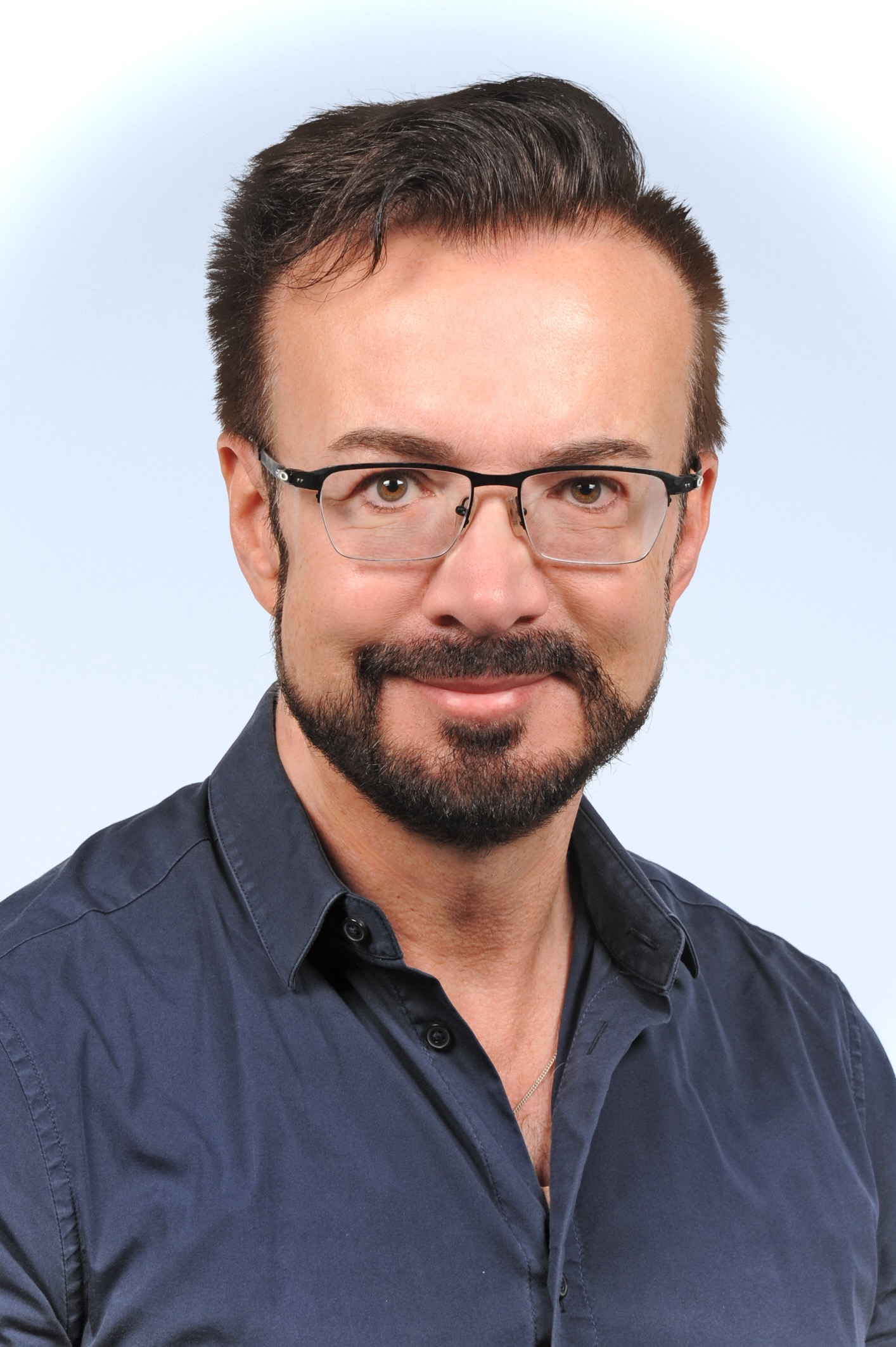
Dominik Groß, 2024

Dominik Groß (* 28. September 1964 in St. Wendel) ist ein deutscher Mediziner, Zahnarzt, Technikethiker und Medizinhistoriker. Er ist Prodekan für Studium und Lehre der Medizinischen Fakultät der RWTH Aachen.

## Leben
Am Arnold-Janssen-Gymnasium St. Wendel erreichte Dominik Groß 1984 die allgemeine Hochschulreife und wurde mit dem Preis des Ministerpräsidenten des Saarlandes für das landesbeste Abitur ausgezeichnet. Groß absolvierte daraufhin von 1984 bis 1990 ein Doppelstudium der Zahnmedizin und der Geisteswissenschaften mit dem Hauptfach Geschichte und den Nebenfächern Philosophie und Klassische Archäologie an der Universität des Saarlandes in Homburg und Saarbrücken. Das Zahnmedizinstudium schloss er 1989 mit dem Staatsexamen ab und wurde 1991 mit der Anfertigung einer Dissertationsschrift mit dem Titel Regulationsthermographische Untersuchungen bei Gesunden und bei Patienten mit chronischen Erkrankungen der Leber und der Gallenblase unter Berücksichtigung des Wärmebildes der Zähne zum Dr. med. dent. promoviert; das geisteswissenschaftliche Studium schloss er mit der Erlangung des Grades eines Magister Artium (M.A.) 1990 ab und wurde 1993 mit der Dissertationsschrift Die schwierige Professionalisierung der deutschen Zahnärzteschaft (1867–1919) zum Dr. phil. promoviert.
Von 1990 bis 1996 war er am Universitätszahnklinikum Ulm zunächst als Assistenzzahnarzt, später als Sektionsleiter für Kinder- und Behindertenzahnheilkunde tätig; hier setzte er sich erstmals mit Fragen der Klinischen Ethik auseinander (Umgang mit Behandlungsunwilligkeit, Informed Consent bei sog. vulnerablen Gruppen, Indikation von Zahnsanierungen in Intubationsnarkose). Seit 1994 nahm er zudem Lehraufträge für Geschichte und Ethik der Medizin an der Julius-Maximilians-Universität Würzburg wahr.
1996 wechselte er hauptberuflich an das Institut für Geschichte der Medizin der Julius-Maximilians-Universität Würzburg, wo er sich 1998 mit einem DFG-Forschungsstipendium mit der Habilitationsschrift Die Aufhebung des Wundarztberufs. Ursachen, Begleitumstände und Auswirkungen am Beispiel des Königreichs Württemberg (1806–1918) als Mitarbeiter von Gundolf Keil habilitierte. 1999 wurde er zum Privatdozenten ernannt. Parallel zu seiner Habilitation absolvierte er das Studium der Humanmedizin, das er 2000 mit dem Dritten Staatsexamen abschloss. 2001 wurde er in Ulm nach Anfertigung einer Dissertationsschrift zum Thema Die historische Entwicklung der äußeren und inneren Leichenschau in Deutschland zum Dr. med. promoviert.
Von 1999 bis 2005 war Groß als Privatdozent an der Medizinischen Fakultät der Universität Würzburg tätig, seit 2001 nahm er zudem Lehraufträge für „Geschichte, Theorie und Ethik der Medizin“ an den Universität Ulm und Universität Regensburg wahr.
Seit 2005 ist Groß Inhaber des Lehrstuhls für Geschichte, Theorie und Ethik der Medizin der RWTH Aachen und Geschäftsführender Direktor des gleichnamigen Instituts.
Dominik Groß ist seit 1995 mit Karin Groß verheiratet und hat zwei Kinder.

## Aktivitäten
Dominik Groß ist berufenes Mitglied der Europäischen Akademie der Wissenschaften und Künste „European Academy of Sciences and Arts“ in Salzburg und des „Kompetenzzentrums Medizin – Ethik – Recht Helvetiae“ der Universität Zürich. Er ist einer der vier Gründungsmitglieder der Ethics Group of the IDEA League, langjähriger Vertrauensdozent der Studienstiftung des deutschen Volkes und Beiratsmitglied des Programms „Zwanzig20 – Partnerschaft für Innovation (Response)“ des Bundesministeriums für Bildung und Forschung. Groß fungiert als Vorsitzender der „Medizinischen Gesellschaft Aachen“, Sprecher des Aachener Kompetenzzentrums für Wissenschaftsgeschichte, Kurator der „Europäischen Stiftung Aachener Dom“ und gehört der Jury zur Vergabe des Herbert-Lewin-Preises an. Des Weiteren gehörte er dem Nationalen AIDS-Beirat, dem Wissenschaftlichen Beirat des Instituts für Qualität und Wirtschaftlichkeit im Gesundheitswesen (IQWiG) sowie diversen Gremien des Wissenschaftlichen Beirats der Bundesärztekammer und der Bundeszahnärztekammer an. Er ist Vorsitzender des Arbeitskreises Ethik (AK Ethik) der Deutschen Gesellschaft für Zahn-, Mund- und Kieferheilkunde.
Zu seinen Forschungstätigkeiten gehörte auch das Themenfeld Sterben und Tod und der Status der menschlichen Leiche. Groß leitete die Teilbereiche Medizingeschichte und Medizinethik der von der Volkswagenstiftung finanzierten thanatologischen Forschungsprojekte Tod und toter Körper (2008–2012) und Transmortalität (2012–2014) und ist Erstherausgeber der Campus-Buchreihe Todesbilder, in der bisher sieben Buchbände zur Thanatologie erschienen; zudem war er Mitglied des Arbeitskreises Autopsie des Wissenschaftlichen Beirats der Bundesärztekammer, der 2005 eine umfassende Stellungnahme zur Autopsie veröffentlichte. Daneben engagierte er sich wissenschaftlich und fachlich für die Professionalisierung der Palliativmedizin; er ist Mitglied im Kuratorium der Grünenthal-Stiftung für Palliativmedizin und der Arbeitsgruppe Palliativmedizin in Deutschland der Leopoldina.
Groß ist seit 2021 Prodekan für Studium und Lehre der Medizinischen Fakultät der RWTH Aachen und gehört seit 2024 dem Kuratorium der Studienstiftung des deutschen Volkes an.
2024 wurde Groß zum Rektoratsbeauftragten gegen Antisemitismus der RWTH Aachen durch den Rektor Ulrich Rüdiger berufen.

## Forschungsschwerpunkte und -interessen
- Human-Technology-Interaction
- Technikethik, Technikakzeptanz und Technikentwicklung mit Fokus auf die Bereiche
  - Telemedizin / E-Health / Healthcare Robotics
  - Neurowissenschaften / Neurobionik
  - Inkorporierte Technik / Implantologie
  - Mobilfunk / Strahlenbelastung
  - Stammzell-, Chimären- und Hybridforschung sowie Kryonik
- Technisierung der Leiche
- Technische Visualisierung(sstrategien) in der Biomedizin
- Forschungsethik
- Medizin, Zahnmedizin und Technik im 20. Jahrhundert, insbesondere während des Nationalsozialismus
- Ethik und Geschichte der Zahnmedizin

## Preise (Auswahl)
- 1984 Preis des Ministerpräsidenten des Saarlandes für das landesbeste Abitur
- 1984–1990 Stipendium der Studienstiftung des deutschen Volkes
- 1991–1993 Promotionsstipendium der Studienstiftung des deutschen Volkes
- 1999 Wissenschaftspreis zum Förderpreis für Phytotherapie der Maiwald-Stiftung Würzburg
- 2003 Joseph-Schneider-Preis der Medizinischen Fakultät der Universität Würzburg
- 2004 Scultetus-Preis der Scultetus-Gesellschaft Ulm für Forschungen zur Psychochirurgie
- 2017, 2018, 2019 Dental Ethics Award der Deutschen Gesellschaft für Zahn-, Mund- und Kieferheilkunde[9][10][11]
- 2021 gewähltes Mitglied der Deutschen Akademie der Technikwissenschaften

## Veröffentlichungen (Auswahl)
Eine umfassende Übersicht ist auf seiner Homepage einsehbar.
- Die schwierige Professionalisierung der deutschen Zahnärzteschaft (1867–1919) (= Europäische Hochschulschriften. Reihe 3: Geschichte und ihre Hilfswissenschaften. Band 609). Peter Lang, Frankfurt am Main u. a. 1994, ISBN 3-631-47577-2; zugleich Dissertation Saarbrücken 1993.
- Die Aufhebung des Wundarztberufs. Ursachen, Begleitumstände und Auswirkungen am Beispiel des Königreichs Württemberg (1806–1918) (= Sudhoffs Archiv. Beihefte 41). Steiner, Stuttgart 1999, ISBN 3-515-07375-2 (Zugleich: Würzburg, Univ., Habil.-Schr., 1998).
- Zähne und Zeiten. Wandernde Dentatoren bei der Arbeit: Zahnheilkunde zwischen Aberglauben und Empirie. In: Frankfurter Allgemeine Zeitung. 31. Juli 1999.[13]
- Zwischen Theorie und Praxis. Traditionelle und aktuelle Fragen zur Ethik in der Medizin (= Würzburger medizinhistorische Forschungen. Beiheft 6). Königshausen & Neumann, Würzburg 2000, ISBN 3-8260-1811-7.
- Wörterbuch der Zahnmedizin und Zahntechnik. = Dictionary of Dentistry and Dental. 2 Bände. Verlag Neuer Merkur, München 2002, ISBN 3-929360-56-X (Deutsch – Englisch – Französisch – Spanisch).
- als Herausgeber: Ethik in der Zahnheilkunde (= Zwischen Theorie und Praxis. Band 3). Königshausen & Neumann, Würzburg 2002, ISBN 3-8260-2421-4.
- als Herausgeber mit Monika Reininger: Medizin in Geschichte, Philologie und Ethnologie. Festschrift für Gundolf Keil. Königshausen & Neumann, Würzburg 2003, ISBN 3-8260-2176-2.
- als Herausgeber mit Eva-Maria Jakobs: E-Health und technisierte Medizin. Neue Herausforderungen im Gesundheitswesen (= Anthropina. Band. 2). Lit, Berlin u. a. 2007, ISBN 978-3-8258-0453-4.
- als Herausgeber mit Christiane Neuschaefer-Rube und Jan Steinmetzer: Transsexualität und Intersexualität. Medizinische, ethische, soziale und juristische Aspekte. Medizinisch-wissenschaftliche Verlags-Gesellschaft, Berlin 2008, ISBN 978-3-939069-55-3.
- als Herausgeber mit Hans Joachim Winckelmann: Medizin im 20. Jahrhundert. Fortschritte und Grenzen der Heilkunde seit 1900. Reed Business Information, München 2008, ISBN 978-3-936506-33-4.
- als Herausgeber mit Gereon Schäfer: Geschichte der DGZMK. 1859–2009. Quintessenz-Verlag, Berlin u. a. 2009, ISBN 978-3-938947-06-7.
- als Herausgeber mit Stefanie Westermann und Richard Kühl: Medizin im Dienst der „Erbgesundheit“. Beiträge zur Geschichte der Eugenik und „Rassenhygiene“ (= Medizin und Nationalsozialismus. Band 1). Lit, Berlin u. a. 2009, ISBN 978-3-643-10478-6.
- mit Sabine Müller: Zur Akzeptanz von Leistungsbegrenzungen im Gesundheitswesen. Strategien, Kriterien und Finanzierungsmodelle unter Berücksichtigung ethischer Aspekte. In: Jan Böcken, Bernard Braun, Juliane Landmann (Hrsg.): Gesundheitsmonitor 2009. Gesundheitsversorgung und Gestaltungsoptionen aus der Perspektive der Bevölkerung. Bertelsmann-Stiftung, Gütersloh 2009, ISBN 978-3-86793-052-9, S. 258–279.
- als Herausgeber mit Jasmin Grande: Objekt Leiche. Technisierung, Ökonomisierung und Inszenierung toter Körper (= Todesbilder. Band 1). Campus-Verlag, Frankfurt am Main u. a. 2010, ISBN 978-3-593-39166-3.
- als Herausgeber mit Gerhard Gründer und Vasilija Simonovic: Akzeptanz, Nutzungsbarrieren und ethische Implikationen neuer Medizintechnologien. Die Anwendungsfelder Telemedizin und Inkorporierte Technik. kup, Kassel 2010, ISBN 978-3-89958-930-6.
- als Herausgeber mit Jasmin Grande: Objekt Leiche. Technisierung, Ökonomisierung und Inszenierung toter Körper (= Todesbilder. Band 1). Campus-Verlag, Frankfurt am Main u. a. 2010, ISBN 978-3-593-39166-3.
- mit Gereon Schäfer: Das Verhältnis von Patient und Behandler im Zeitalter von Health 2.0 und Telemedizin. In: Dominik Groß, Michael Rosentreter (Hrsg.): Der Patient und sein Behandler. Die Perspektive der Medical Humanities. Berlin 2011, ISBN 978-3-643-11040-4, S. 107–123.
- mit Katsiaryna Laryionava: Deus Ex Machina or E-Slave? Public Perception of Healthcare Robotics in the German Print Media. In: International Journal of Technology Assessment in Health Care. Band 28, Nr. 3, 2012, S. 265–270. doi:10.1017/S0266462312000293
- mit Christoph Schweikardt: Mobile phone health risk policy in Germany: The role of the federal government and the Federal Office for Radiation Protection. In: Global Public Health. Band 7, Nr. 5, 2012, S. 535–549. doi:10.1080/17441692.2011.614626
- mit Christoph Schweikardt und Michael Rosentreter: Discourse and Policy-Making on Consumer Protection in the Areas of Mobile Telecommunication and Tanning. In: Communication and Medicine. Band 9, Nr. 1, 2012, S. 59–70.
- als Herausgeber mit Axel Karenberg, Stephanie Kaiser und Wolfgang Antweiler: Medizingeschichte in Schlaglichtern. Beiträge des „Rheinischen Kreises der Medizinhistoriker“ (= Rheinischer Kreis der Medizinhistoriker: Schriften des Rheinischen Kreises der Medizinhistoriker. Band 2). Kassel University Press, Kassel 2011, ISBN 978-3-86219-000-3.
- Ethische und soziale Anforderungen an die Gestaltung von Wertschöpfungssystemenunter besonderer Berücksichtigung personenbezogener Dienstleistungen. In: Günther Schuh, Volker Stich (Hrsg.): Tech4P – Strategien für die Technikintegration bei personenbezogenen Dienstleistungen. Aachen 2013, ISBN 978-3-943024-11-1, S. 293–315.
- mit Jens Lohmeier, Jürgen Raschke, Stephanie Kaiser und Michael Rosentreter: Social Profile and Attitudes of Cryonics Advocates and Deniers in Germany. In: Mortality – Promoting the Interdisciplinary Study of Death and Dying. Band 20, Nr. 3, 2015, S. 263–279. doi:10.1080/13576275.2014.996210
- mit René Tolba: Ethics in animal-based research. In: European Surgical Research. Band 55, 2015, S. 43–57. doi:10.1159/000377721
- mit Danilo Bzdok und Simon B. Eickhoff: The Neurobiology of Moral Cognition: Relation to theory of Mind, empathy, and Mind-Warning. In: Jens Clausen, Neil Levy (Hrsg.): Handbook of Neuroethics. Band 1, Dordrecht 2015, ISBN 978-94-007-4706-7, S. 127–148.
- als Hrsg. mit Mathias Schmidt und Axel Karenberg: Neue Forschungen zur Medizingeschichte. Beiträge des „Rheinischen Kreises der Medizinhistoriker“. (= Schriften des Rheinischen Kreises der Medizinhistoriker. Band 4). Kassel 2017, ISBN 978-3-7376-0232-7.
- als Herausgeber mit Jens Westemeier, Mathias Schmidt, Thorsten Halling und Matthis Krischel: Zahnärzte und Zahnheilkunde im „Dritten Reich“ – Eine Bestandsaufnahme (= Medizin und Nationalsozialismus. Band 6). Berlin/Münster 2018, ISBN 978-3-643-13914-6.
- mit Saskia Wilhelmy, Vasilija Rolfes, Michael Grözinger, Yvonne Chikere und Sabrina Schöttle: Knowledge and Attitudes on Electroconvulsive Therapy in Germany: a Web based Survey. In: Psychiatry Research. Band 262, 2018, S. 407–412, doi:10.1016/j.psychres.2017.09.015
- mit Mathias Schmidt: E-Health und Gesundheits-Apps aus medizinethischer Sicht – Wollen wir alles, was wir können? In: Bundesgesundheitsblatt. Band 61, 2018, S. 349–357.
- mit Karin Groß und Mathias Schmidt: Ethical dilemmas of dental implantology: ready for aftercare? In: Quintessence International. Band 49, Nr. 5, 2018, S. 367–375. doi:10.3290/j.qi.a40050
- mit Karin Groß und Mathias Schmidt: „Indication first“. Die zahnärztliche Implantologie aus ethischer Sicht. In: Implantologie. Band 27, Nr. 1, 2019, S. 1–12.
- mit Janina Sziranyi, Stephanie Kaiser und Saskia Wilhelmy: Disfranchisement, expulsion and persecution of pathologists in the Third Reich – A sociodemographic study. In: Pathology – Research and Practice. Band 215, Nr. 9, 2019. doi:10.1016/j.prp.2019.152514
- mit Karin Gross und Saskia Wilhelmy: Digitalization in Dentistry: Ethical Challenges and Implications. In: Quintessence International. Band 50, Nr. 10, 2019, S. 830–838. doi:10.3290/j.qi.a43151
- mit Christina Gräf und Mathias Schmidt: The Relationship of Former DGP Board Members to National Socialism. A prosopographic study. In: Pathology – Research and Practice. Band 216, Nr. 1, 2020, 152618. doi:10.1016/j.prp.2019.15.2618
- Die Geschichte des Zahnarztberufs in Deutschland. Einflussfaktoren, Begleitumstände, Aktuelle Entwicklungen. Quintessence Publishing, Berlin 2019, ISBN 978-3-86867-411-8.
- mit Mathias Schmidt und Saskia Wilhelmy: Retrospective diagnosis of mental illness: past and present. In: The Lancet Psychiatry. Band 7, Nr. 1, 2020, S. 14–16, doi:10.1016/S2215-0366(19)30287-1.
- Lexikon der Zahnärzte und Kieferchirurgen im «Dritten Reich» und im Nachkriegsdeutschland, Täter, Mitläufer, Oppositionelle, Verfolgte, Unbeteiligte. Band 1: Hochschullehrer und Forscher (A–L). Hentrich & Hentrich, Berlin/Leipzig 2022, ISBN 978-3-95565-500-6. Band 2: Hochschullehrer und Forscher (M–Z), 1. Juli 2023, ISBN  978-3-95565-567-9.
- Lexikon der Zahnärzte und Kieferchirurgen im «Dritten Reich» und im Nachkriegsdeutschland, Täter, Mitläufer, Oppositionelle, Verfolgte, Unbeteiligte. Praktiker und Standespolitiker (A–E). Band 1. Hentrich & Hentrich, Berlin/Leipzig 2024, ISBN 978-3-95565-663-8.